# Labanda attenuatalis
Labanda attenuatalis är en fjärilsart som beskrevs av Walker 1864. Labanda attenuatalis ingår i släktet Labanda och familjen trågspinnare. Inga underarter finns listade i Catalogue of Life.